# Petyr Aleksandrow
Petyr Aleksandrow Aleksandrow (ur. 7 grudnia 1962 w Karłowie) – bułgarski piłkarz występujący na pozycji napastnika, oraz trener piłkarski.

## Kariera piłkarska

### Kariera klubowa
Jest wychowankiem klubu Lewski Karłowo, z którego w 1982 roku odszedł do Sławii Sofii. W zespole ze stolicy Bułgarii występował przez siedem lat, a najbardziej udany sezon - 1985–1986 - zakończył na podium ekstraklasy (Sławia zajęła 3. miejsce) oraz z Pucharem Bałkanów.
W 1989 roku, po upadku komunizmu, wyjechał za granicę. Najpierw przez rok grał w Belgii (z KV Kortrijk zajął siódmą lokatę w tabeli Jupiler League), a następnie w występującym wówczas w 2. Bundeslidze Energie Cottbus.
W 1991 roku trafił do ligi szwajcarskiej, z którą związany był już do końca piłkarskiej kariery. Największe sukcesy odniósł z FC Aarau: w sezonie 1992–1993 zdobył z tym klubem mistrzostwo kraju (pierwsze od osiemdziesięciu lat) oraz został wicekrólem strzelców ekstraklasy, ustępując tylko o jednego gola Brazylijczykowi Sonny'emu Andersonowi. Jednak w końcu i do niego trafiła nagroda dla najskuteczniejszego napastnika ligi, i to dwukrotnie - w rozgrywkach 1994–1995 (24 bramki) i 1995–1996 (19, ex-aequo z Viorelem Moldovanem). Kiedy przed Mundialem 1994 stracił miejsce w podstawowej jedenastce FC Aarau, aby zakwalifikować się do reprezentacji na mistrzostwa na pół roku przeniósł się do Lewskiego Sofia, z którym w tym czasie zdobył mistrzostwo i Puchar Bułgarii.
W Szwajcarii grał w latach 1991–2001 (z krótką przerwą w 1994 roku) w następujących zespołach: FC Aarau, Neuchâtel Xamax, FC Lucern, FC Basel, Kickers Lucern (gdzie występował z Ryszardem Komornickim) i Blue Stars Zurych.

### Kariera reprezentacyjna
W reprezentacji Bułgarii zadebiutował 10 września 1986 roku w spotkaniu ze Szkocją (0:0) i był podstawowym graczem zespołu walczącego - nieskutecznie - o awans do Euro 1988. Potem na kilka lat stracił miejsce w drużynie narodowej.
Powrócił do niej na początku 1991 roku, ale aż do 1994, kiedy zdecydował się zakończyć karierę reprezentacyjną, był tylko rezerwowym, zmiennikiem Christo Stoiczkowa, Nasko Sirakowa lub Bonczo Genczewa. Znalazł się w kadrze na Mundial 1994, na którym podopieczni Dimityra Penewa dotarli do półfinału, jednak na turnieju nie zagrał ani minuty.

## Sukcesy piłkarskie
- III miejsce w lidze w sezonie 1985–1986 oraz Puchar Bałkanów 1986 i 1988 ze Slawią Sofia
- mistrzostwo i Puchar Bułgarii 1994 z Lewskim Sofia
- mistrzostwo Szwajcarii 1993 z FC Aarau
- wicemistrzostwo Szwajcarii 1997 z FC Lucern
- Król strzelców ligi szwajcarskiej 1994–1995 i 1995–1996 (wspólnie z Viorelem Moldovanem).

## Kariera szkoleniowa
Po zakończeniu kariery piłkarskiej rozpoczął pracę szkoleniową. Na początku był trenerem drużyny rezerw FC Aarau, jednak później poświęcił się wyłącznie pracy w charakterze asystenta pierwszego trenera.
Najdłużej współpracował z Rolfem Fringerem, szkoleniowcem, który poprowadził FC Aarau do mistrzostwa kraju w 1993 roku (2004–2007 i 2008–2011); wspólnie prowadzili PAOK FC, FC Sankt Gallen i FC Luzern.
Ponadto pomagał także rodakom, Krasimirowi Bałykowowi (2007, Grasshoppers Zurych) i Płamenowi Markowowi (2008, reprezentacja Bułgarii).